# Groeve van der Zwaan

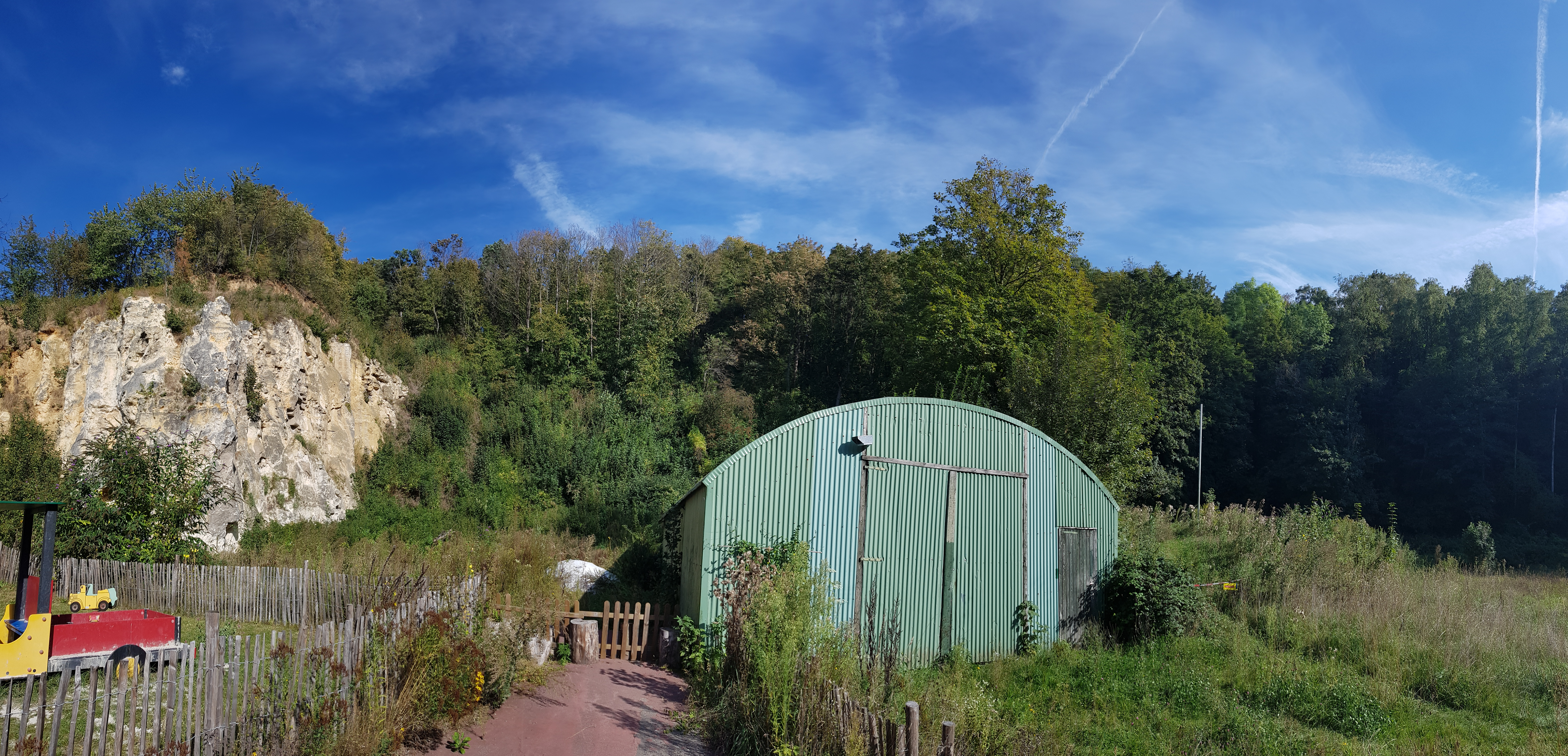
deel van de Groeve van der Zwaan

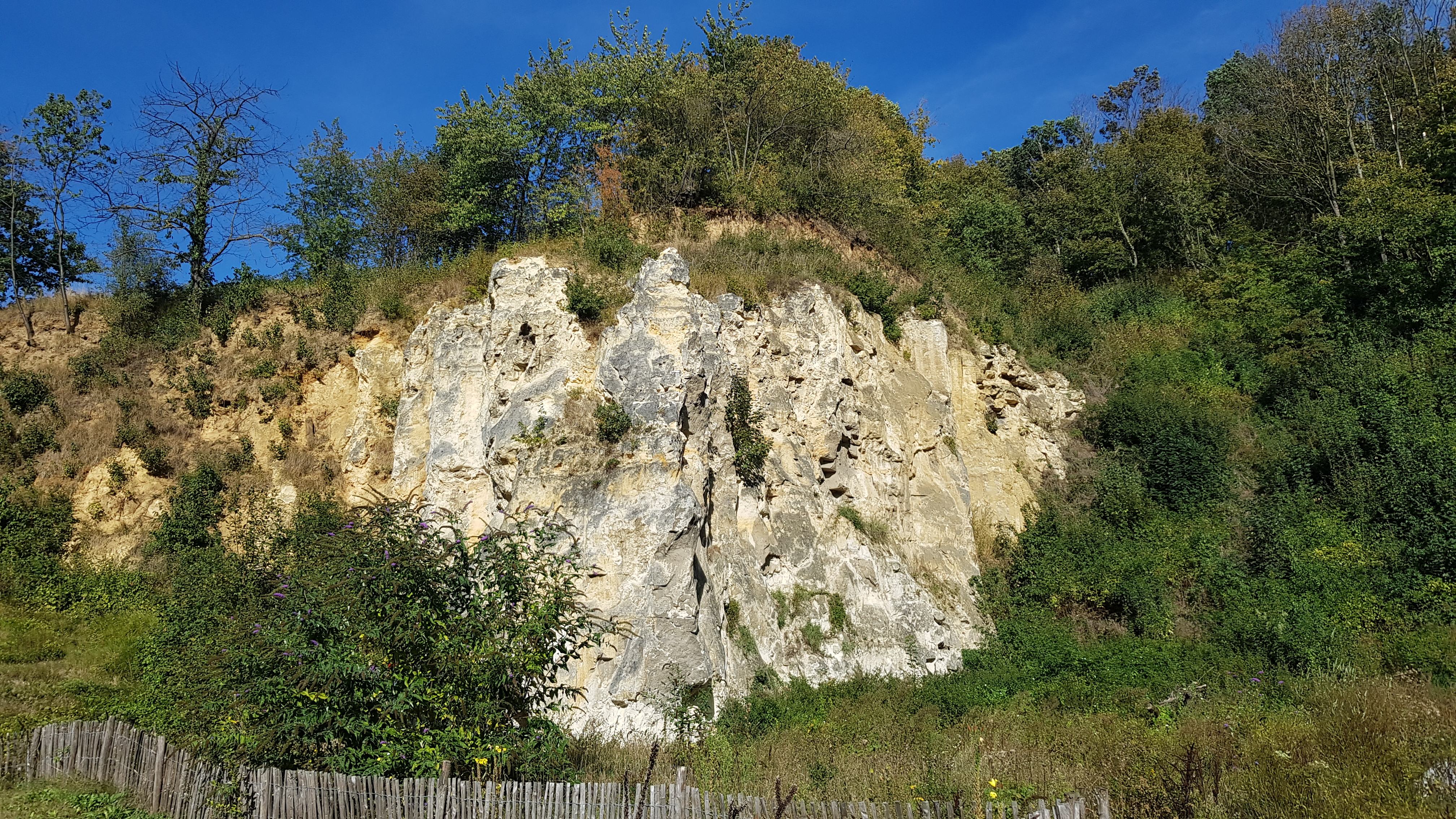
kalkwand in de groeve

De Groeve van der Zwaan of NEKAMI-groeve is een voormalige Limburgse mergelgroeve in Nederlands Zuid-Limburg in de gemeente Maastricht. De dagbouwgroeve ligt in de buurt Jekerdal op de oostelijke dalwand van het Jekerdal (langs de Mergelweg) en op de noordwestelijke helling van de Sint-Pietersberg en het Plateau van Caestert. Op de plaats van de groeve bevindt zich aan het begin van de 21e eeuw de speeltuin Merregelhoof.
Op ongeveer 400 meter naar het zuidwesten liggen eveneens langs de Mergelweg de Groeve de Schark en Neven Schark en op 700 meter naar het zuidwesten ligt de Groeve de Tombe.

## Geschiedenis
In 1916 begon de Kalkmergelmaatschappij St-Pietersberg in de Groeve van der Zwaan met afgraven van kalksteen aan de westkant van de Sint-Pietersberg.
In 1919 werd er een kabelbaan aangelegd om de gewonnen kalksteen uit de groeve te transporteren naar het kanaal Luik-Maastricht in het Maasdal, alwaar het per schip verder vervoerd kon worden. Deze onbewaakte kabelbaan was duur om te onderhouden en kon eenvoudig gesaboteerd worden.
In 1928 verkreeg de onderneming een vergunning om een bergtunnel dwars door de Sint-Pietersberg aan te leggen voor het vervoer van kalksteen en begon men met de aanleg. In 1932 was de Van Schaïktunnel klaar en kon er kalksteen over een smalspoor door de Sint-Pietersberg heen naar het kanaal Luik-Maastricht vervoerd worden.
In 1962 werd de exploitatie van de groeve stopgezet.

## Geologie
De groeve is uitgehouwen in de Kalksteen van Nekum uit de Formatie van Maastricht.